# ОШ „Петар Кочић” Ситница
ОШ „Петар Кочић” је једна од основних школа на подручју општине Рибник. Налази се на адреси Ситница бб, у Ситници. Име је добила по Петру Кочићу српском књижевнику и политичару. Сматра се једним од првих писаца модерне у српској књижевности, али и личношћу која је својим животом и политичком делатношћу постала узор различитим политичким струјама у потоњој историји српског народа.

## Историјат
Основна школа у Ситници је отворена 1908. године и носила је назив "Народна основна школа" Ситница. Први учитељ је био Никола Јовановић. Школа се налазила у Ситници до 1938. када је премјештена у Чађавицу и ради за вријеме Другог свјетског рата. Након ослобађања 1947. године поново почиње са радом до 1951. године, када је поново премјештена у Ситницу. Нови објекат је саграђен 1963. године у којем је школске 1964/65. године изашла прва генерација са пуном осмогодишњом основном школом. Све до 1993. године школа носила је име "Добрила Пупић“,а исте године мјења назив у ОШ "Петар Кочић“.
Важни датуми у животу и раду школе:
- Дан школе (12. мај)
- Школска слава Свети Сава (27. јануар)
- Дан општине (21. септембар)
- Дан ученичких постигнућа (31. мај)
- Дан српског јединства (15.септембар)